# Đếm
Đếm là hành động tìm số phần tử của một tập hợp hữu hạn các đối tượng. Cách đếm truyền thống bao gồm liên tục tăng số lượt truy cập (trong đầu hoặc nói thành tiếng) lên một đơn vị cho mọi phần tử của tập hợp theo thứ tự nào đó, cùng lúc người đếm sẽ đánh dấu (hoặc dời đi) các phần tử trên để tránh việc đếm cùng một phần tử nhiều lần, cho đến khi không còn phần tử nào chưa được đánh dấu; nếu việc đếm bắt đầu từ 1 sau đối tượng đầu tiên, giá trị sau khi đếm đối tượng cuối cùng sẽ cho số lượng phần tử mong muốn. Thuật ngữ có liên quan "định lượng" (enumeration) đề cập đến việc xác định duy nhất các phần tử của một tập hợp hữu hạn (tổ hợp) hoặc tập hợp vô hạn bằng cách gán một số cho mỗi phần tử.
Đếm đôi khi liên quan đến các số lớn hơn một; ví dụ, khi đếm tiền, "đếm cách 2" (2, 4, 6, 8, 10, 12,...) hoặc "đếm cách 5" (5, 10, 15, 20, 25,...).